# Nahr al-Asi
Nahr al-Asi eller Orontes (arabiska: نهر العاصي; turkiska: Asi [Nehri]; franska: Oronte) är en flod i Mellersta östern. Den rinner upp i bergen i Libanon och rinner därefter genom Syrien och Turkiet slutligen ut i Medelhavet. Den var under antiken en av de viktigaste floderna i Bördiga halvmånen.

## Läge och lopp
Floden är 450 kilometer lång och med ett totalt avrinningsområde på knappt 25 000 kvadratkilometer. Den rinner upp i Antilibanon, genom Bekaadalen, förbi Homs och Hama. Den mynnar i Medelhavet strax nedströms den turkiska staden Antakya.

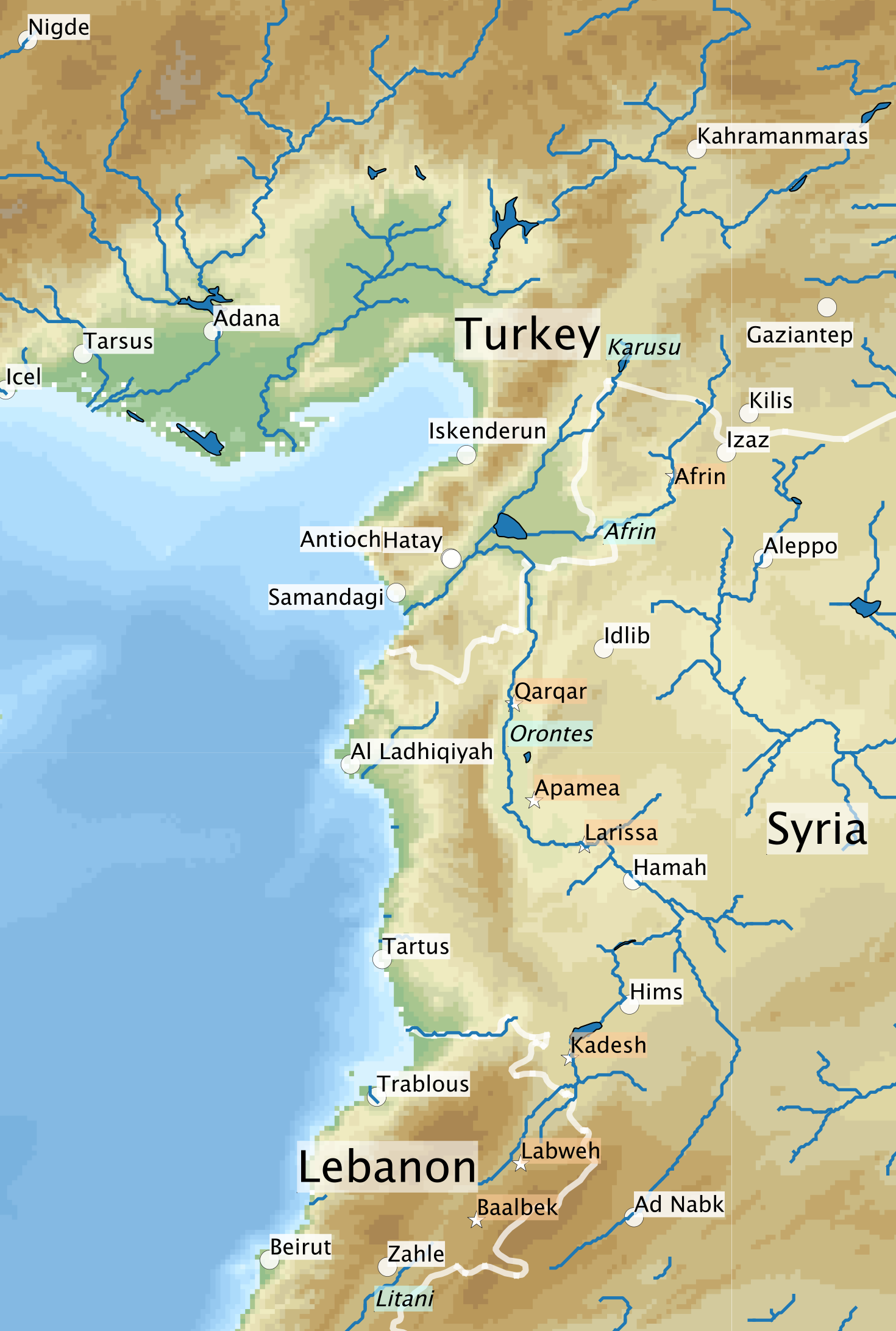
Nahr al-Asis lopp.

Under antiken var floden, då ofta känd under sitt grekiska namn Orontes (Ορόντης), en av de viktigare floderna i Mellersta östern. Den är den största floden i den norra delen av Levanten, och genom sitt läge mellan Jordan och Eufrat har den varit en viktig vattenkälla och transportled i Bördiga halvmånen. Floddalen har sedan äldre tid kunnat användas vid folkvandringar mellan Egypten, Anatolien och/eller Mesopotamien.
De tre största städerna utefter floden är idag Homs, Hama och Antakya. Norr om Hama vidgar sig floddalen till en bred slätt, som idag står för en stor del av Syriens jordbruksproduktion. Där är själva flodfåran kraftigt meandrande, och flodvattnet har avletts till konstbevattning på slätten. Floden är mellan Muhradah och Qarqor kanaliserad. Uppströms Homs är floden dämd och bildar där fördämningssjön Buḩayrat Qaţţīnah.
På kartan till vänster noteras följande orter och platser längs med eller nära floddalen: Labweh, Kadesh, Hims, Hamah, Larissa, Apamea, Qarqar, Antioch/Hatay och Samandagi. Dessutom finns utefter bifloderna orterna Ad Nabk, Afrin och Karusu.

## Etymologi
För de antika assyrierna var floden under 800-talet f.Kr. känd som Arantu, medan Egypterna samtidigt kallade den Araunti. Betydelsen av dessa båda namn är ouppklarad. Av Arantu blev det Orontes på grekiska. Makedonska bosättare i området kallade däremot floden för Axius, vilket senare gav upphov till arabiskans Asi (som i dagens Nahr al-Asi).
Den antike skribenten Strabon hade följande att förtälja om floden: dess ursprungliga namn var (enligt honom) Typhon, och sedan fick den namnet Orontes efter att en man med detta namn skulle ha byggt en bro över floden. Enligt Strabo skulle Zeus ha tvingat ner draken Tryphon från skyn genom utslungandet av en blixt, och monstrets fall skulle därefter ha givit upphov till flodbädden. Strabos berättelse är sannolikt av feniciskt eller egyptiskt ursprung, snarare än grekiskt.

## Bildgalleri

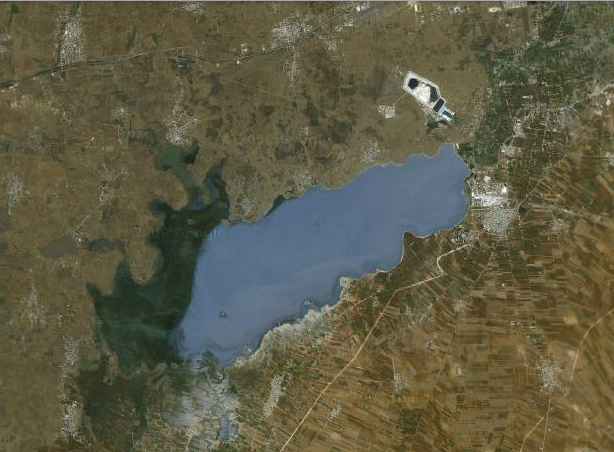
Fördämningssjön Buḩayrat Qaţţīnah uppströms Homs.
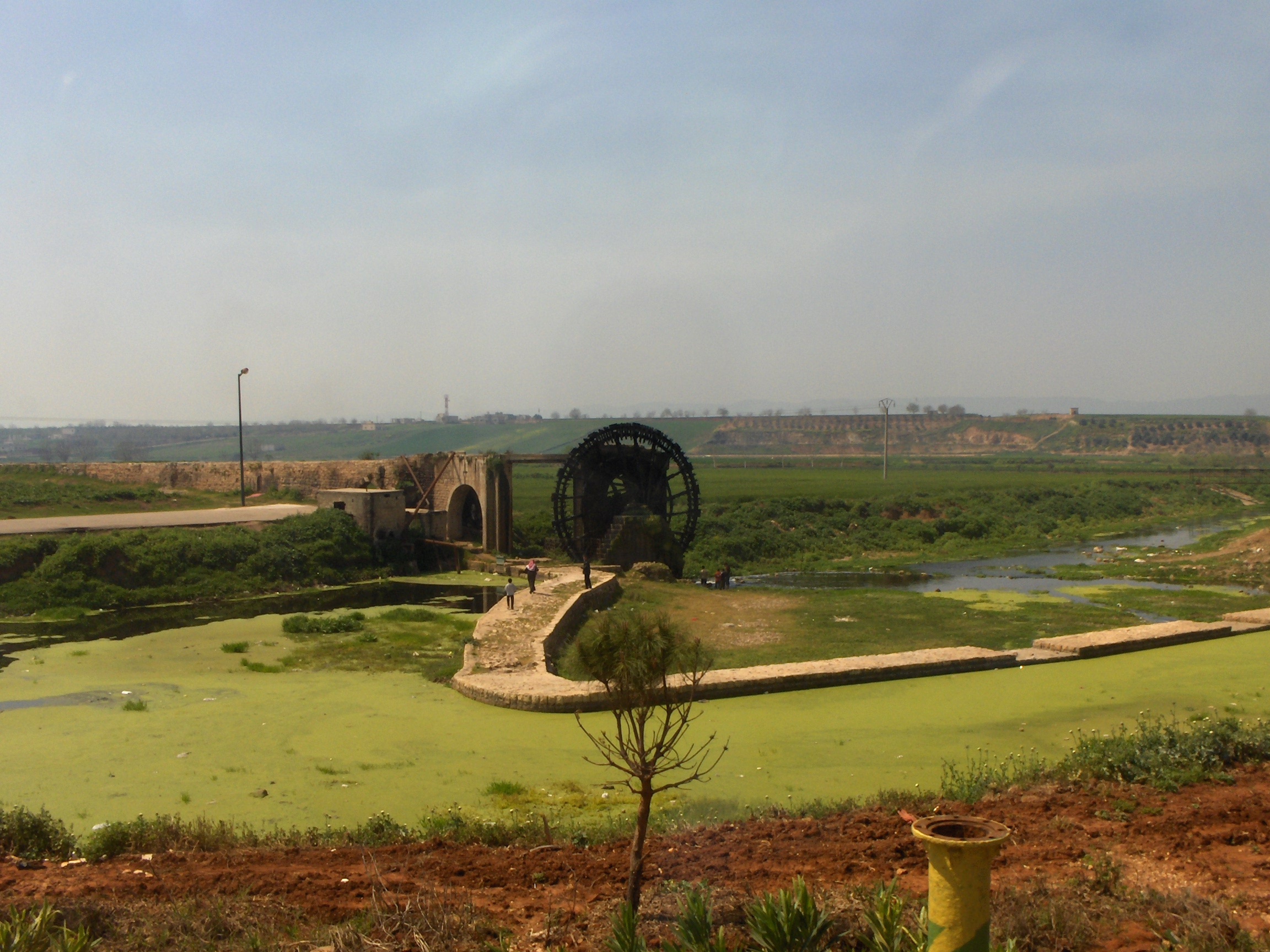
Floden omges på flera ställen av stora jordbruksområden.
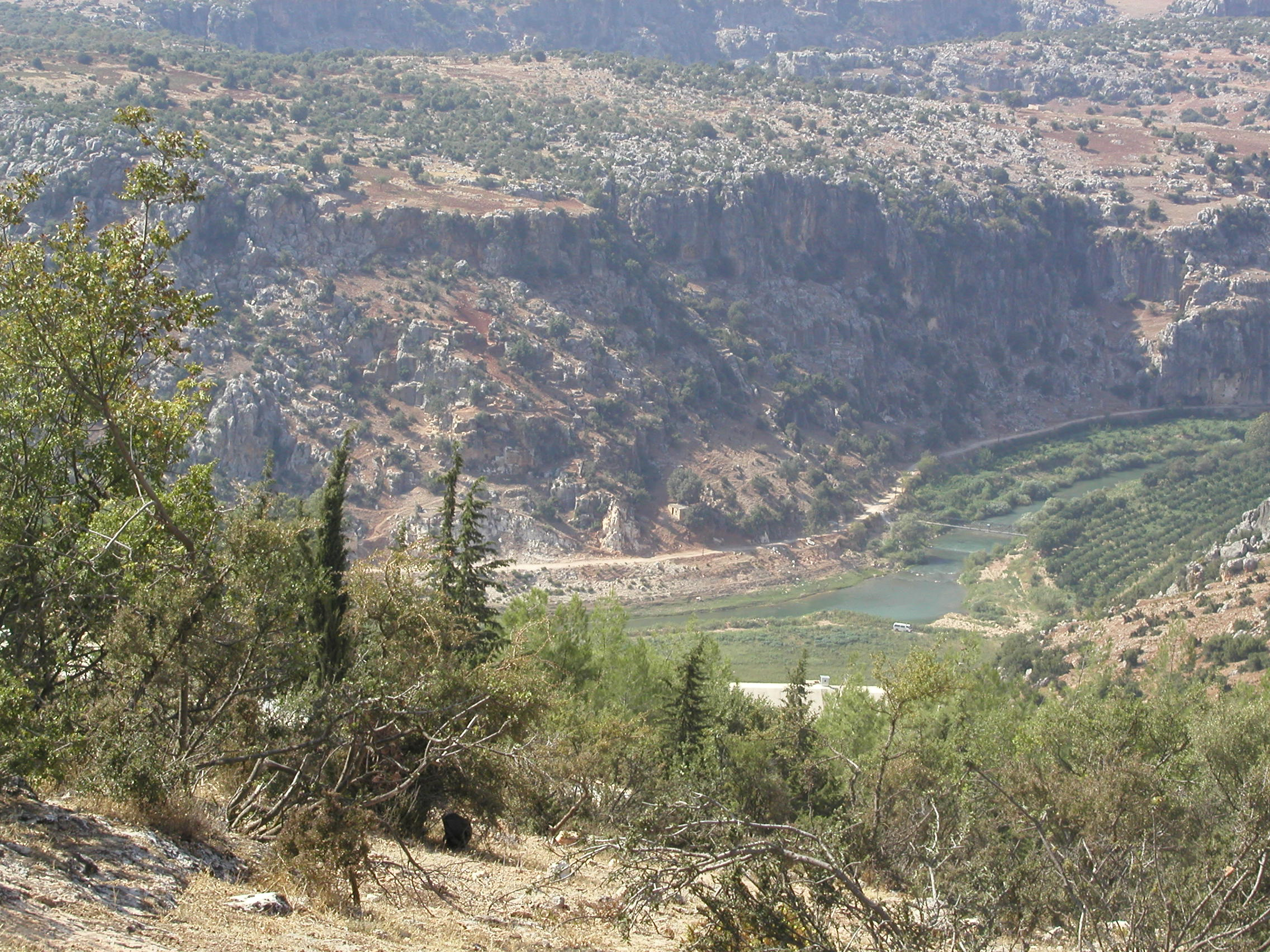
Den trånga floddalen nära Idlib i nordvästra Syrien.
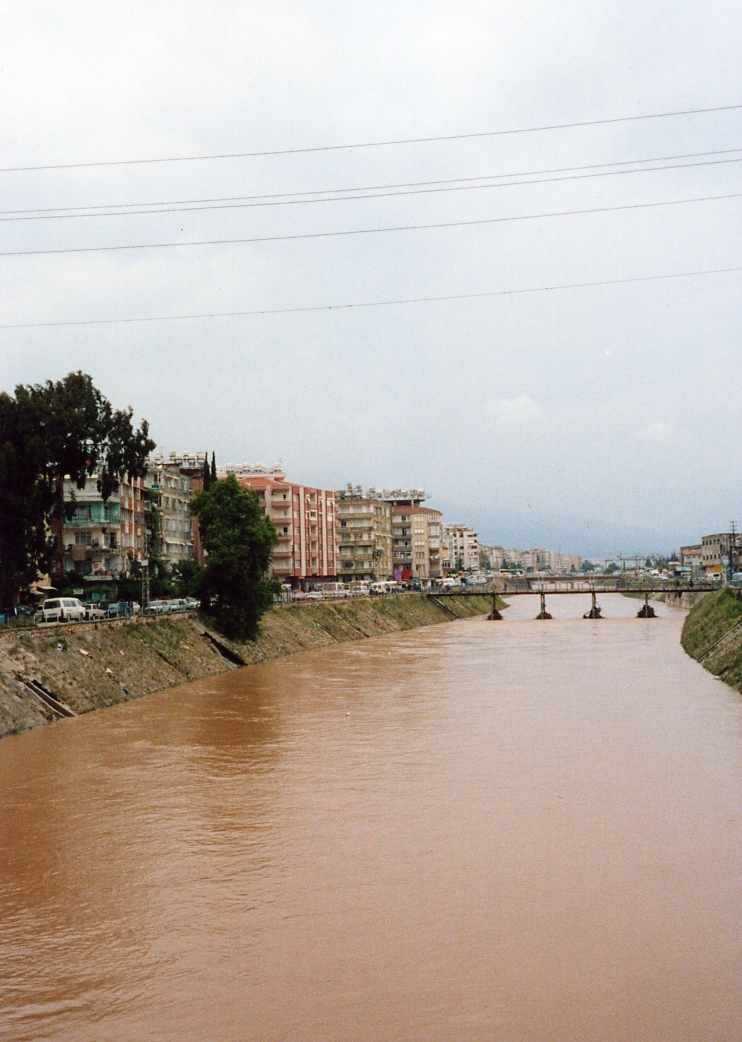
Floden vid Antakya.